# Kumadori
Kumadori (隈取) és el maquillatge d'escena que porten els actors kabuki, especialment quan actuen en el marcat i rimbombant estil aragoto. El maquillatge kumadori normalment consta d'unes ratlles i patrons amb colors brillants sobre una base blanca, simbolitzant els diferents aspectes del personatge interpretat. Tot i que el kumadori es va originar i desenvolupar àmpliament entre els membres del llinatge d'actors Ichikawa Danjūrō, algunes convencions són creacions del llinatge Onoe Kikugorō.

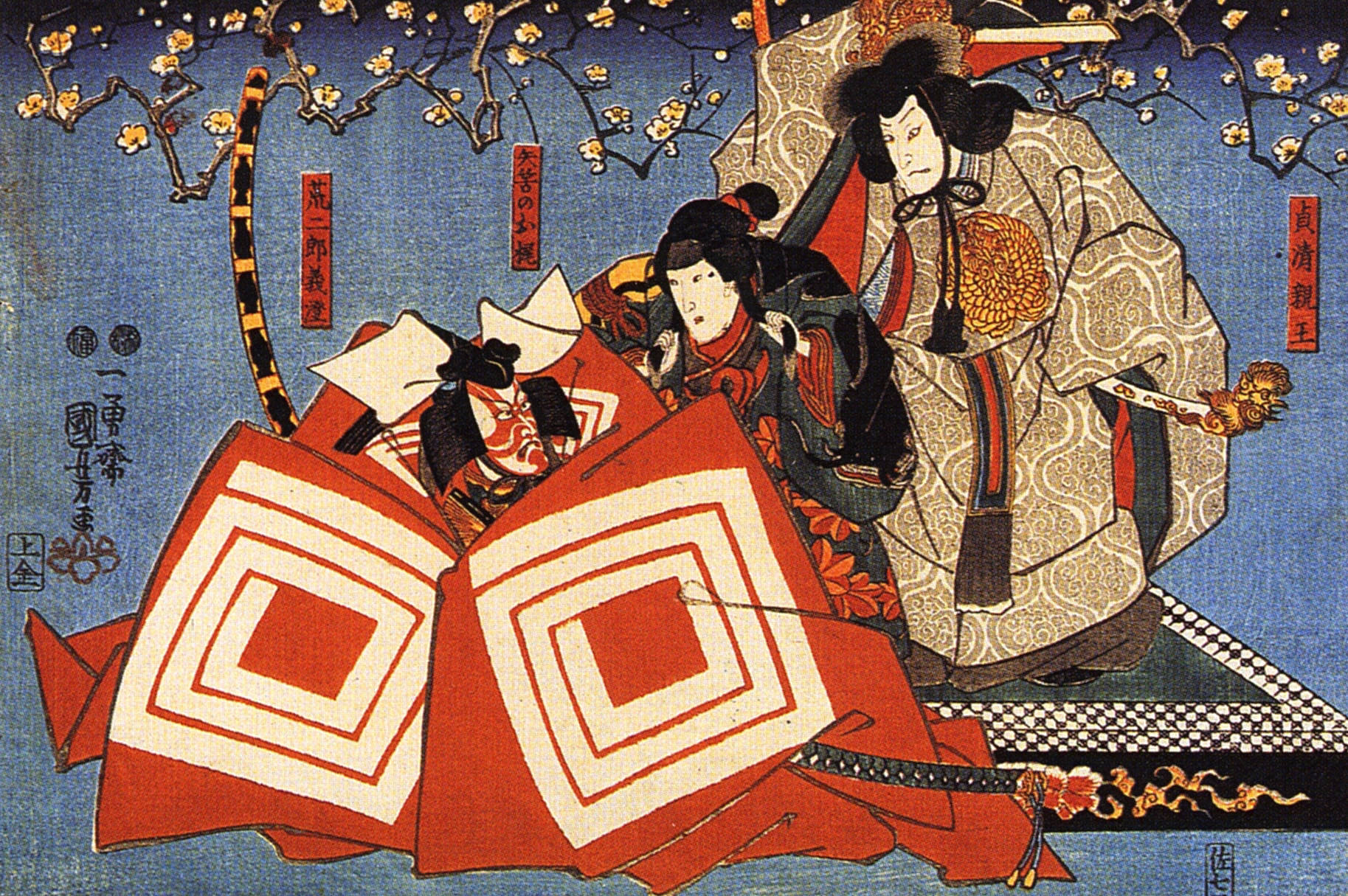
L'heroi de Shibaraku, a l'esquerra, amb maquillatge kumadori. Gravat d'Utagawa Kuniyoshi.

- Les ratlles vermell fort indiquen un paper d'heroi poderós. El més famós d'aquests papers, i el que ha acabat representant l'estereotip del kabuki a occident, és l'heroi de Shibaraku. El vermell simbolitza la virtut i el poder.
- Als dolents sovint se'ls representa amb un disseny de barba negra, venes morades i celles amb forma de banyes blau fosc.
- El maquillatge blau pot representar un fantasma, un esperit o una altra criatura màgica, depenent dels patrons. El kitsune transformat en Genkurō a l'obra Yoshitsune Senbon Zakura duu maquillatge blau. El blau representa les emocions negatives, com ara la gelosia o la por; en les obres japoneses tradicionals, als fantasmes sovint se'ls atrapa per la seva afecció a aquestes emocions.
- De vegades es poden fer servir els grisos i els marrons, especialment per representar animals, oni (dimonis), yōkai (monstres), o qualsevol altra cosa inhumana. Un exemple és el tsuchigumo (aranya de terra) amb qui va lluitar Minamoto no Raikō.

El terme també s'aplica al mètode de pintura en què s'usen simultàniament dos pinzells, un pel color i l'altre per crear ombres o altres detalls.